# Patrimoine culinaire suisse

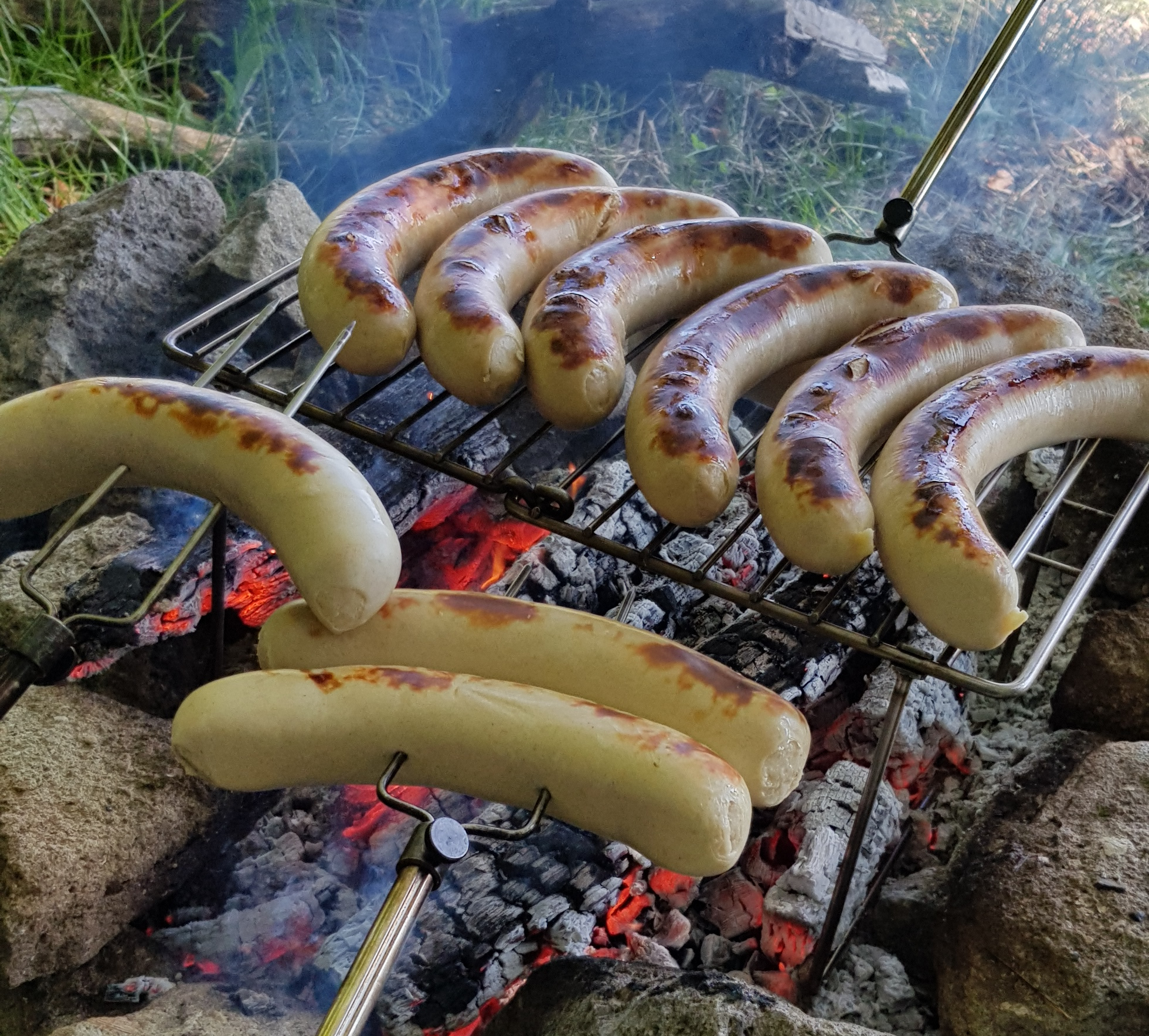
Saucisse de veau de Glaris (ville de l'est de la Suisse) sur le grill (Glarner Kalberwurst IGP). C'est saucisse échaudée, embossée dans un boyau de boeuf. On y ajoute du pain blanc (4 à 8%) et une pointe de noix de muscade.

Le Patrimoine culinaire suisse (en allemand : Kulinarisches Erbe der Schweiz, en italien : Patrimonio culinario svizzero) est un projet de la Confédération suisse, conduit entre 2005 et 2008 qui vise à répertorier les produits alimentaires du patrimoine culinaire du pays. 

## Description
L'inventaire, qui comporte 404 produits, a été réalisé en étroite collaboration avec les cantons suisses. Le projet est rédigé sous forme d'un site Internet, ainsi que d'un ouvrage encyclopédique sur papier publié en 2022.

## Liste
Parmi les éléments de cette liste, on peut citer:
- cervelas
- la longeole,
- la tétine fumée fribourgeoise
- le Vacherin Mont d'or
- le taillé aux greubons
- le safran de Mund
- les pruneaux au vinaigre,
- Gâteau aux carottes
- le Sugus
- Cola-Fröschli
- les Zwieback
- Anneaux de Willisau